# Sloptank
Een sloptank is een tank aan boord van een tanker die gebruikt wordt om mengsels van olie en water op te slaan tijdens het wassen van de tanks of tijdens een reis in ballast. Een sloptank heeft echter alle voorzieningen die een normale tank heeft en kan dus ook gebruikt worden om lading te vervoeren.

## Wetgeving
Annex I van Marpol 73/78 reguleert het dumpen van olie op zee en verplicht iedere tanker een sloptank arrangement te hebben. Hierdoor kunnen deze tankers na een tankwashing - ook bekend onder het antonomasia Butterworthing - het olie-water mengsel opslaan. Tankers met een tonnenmaat tussen 150 en 70.000 GT zijn verplicht om minstens één slop tank hebben. Tankers met een tonnenmaat van meer dan 70.000 GT moeten minstens twee sloptanks hebben.
De totale inhoud van de sloptank bedraagt minstens 3% van de totale hoeveelheid olie die de tanker kan vervoeren. Indien de tanks kunnen gevuld worden met een hoeveelheid waswater die voldoende is voor het wassen van alle tanks en indien nodig  ejectoren aan te drijven, mag deze inhoud gereduceerd worden tot 2%. Ook wanneer de tanker is uitgerust met dedicated of segregated ballasttanks of een crude oil washing-systeem, dan mag de inhoud van de slopltank gereduceerd worden tot 2%. Indien de tanker voldoet aan beide criteria, moet de inhoud van de sloptanks slechts 1,5% bedragen van de totale hoeveelheid olie die tanker kan vervoeren.

## Locatie
Kleinere tankers gebruiken meestal hun achterste cargotank of een kleine, onafhankelijke tank op dek als sloptank. Grotere tankers zijn uitgerust met één of twee tanks die bijna uitsluitend als sloptank worden gebruikt. Deze tanks zijn doorgaans kleiner zijn dan cargotanks en bevinden zich bijna altijd achteraan, vlak voor de pompkamer. Deze schepen beschikken over een installatie om het olie-water mengsel te scheiden en het water overboord te pompen. Dit proces heet load-on-top.

## Load-on-top
Load-on-top is een methode die vandaag de dag nog steeds op een groot aantal schepen wordt gebruikt en is gebaseerd op het verschil in densiteit van olie en water. Het werd in 1972 geïntroduceerd door OILPOL 54.
Na het lossen van een lading, laadt een tanker zeewater in een aantal van zijn tanks om als ballast te dienen. Dit zeewater vermengt zich met enige ladingsresten in de tank, waardoor het water vuil wordt en dus niet meer zomaar overboord gepompt mag worden. Om vervuiling te voorkomen moet dit vuile ballastwater immers eerst vervangen worden door proper ballastwater alvorens het terug in zee mag worden geloosd.
Om ervoor te zorgen dat het opgenomen ballastwater proper blijft, moeten sommige lege tanks op zee gereinigd worden. Het afvalwater van deze tankwashing of butterworthing wordt opgeslagen in de sloptanks. De propere tanks worden gevuld met ballastwater dat proper blijft en weer geloosd mag worden.
Ondertussen is door het verschil in densiteit het water in de vuile ballasttanks gezonken en drijft de olie boven op het zeewater. Deze olielaag wordt overgepompt naar de slop tanks en het ballastwater, dat geen ladingsresten meer bevat, wordt geloosd.
Ook in de sloptanks, die nu het waswater en de olie uit de vuile ballasttanks bevatten, vormt er zich een laag olie bovenop proper zeewater. Dit zeewater kan worden geloosd. Wat nu overblijft is enkel olie. In de volgende haven mag de nieuwe lading hierbovenop geladen worden of worden de slops overgepompt naar een tank aan wal.
Deze techniek zorgde voor een significante vermindering in vervuiling van de oceanen door olie, maar is duidelijk een arbeidsintensief proces waarvan de effectiviteit beïnvloed wordt door:
1. de beweging van het schip
2. de duur van de reis in ballast
3. de eigenschappen van de lading
4. menselijke fouten

Hierdoor kiezen sommige rederijen ervoor om het kuiswater en het vuile ballastwater af te geven aan een faciliteit aan wal, waar het mengsel gezuiverd wordt.